# Sophie-Élisabeth de Schleswig-Holstein-Sonderbourg-Wiesenbourg
Sophie-Élisabeth de Schleswig-Holstein-Sonderbourg-Wiesenbourg (4 mai 1653 - 19 août 1684), est une noble allemande, membre de la Maison d'Oldenbourg et par mariage duchesse de Saxe-Zeitz.
Né à Bad Homburg vor der Höhe, elle est la troisième d'une quinzaine d'enfants nés du second mariage de Philippe-Louis de Schleswig-Holstein-Sonderbourg-Wiesenbourg avec Anne-Marguerite de Hesse-Hombourg.

## Biographie
A Wiesenburg le 14 juin 1676, Sophie-Élisabeth épouse Maurice de Saxe-Zeitz , dont elle est la troisième femme. Ils n'ont pas d'enfants.
Sophie-Élisabeth meurt à Schleusingen âge de 31 ans. Elle est enterrée dans le Hallenkrypta de la cathédrale Saint-Pierre et Paul, Zeitz.